# BAR 006
BAR 006 — болід Формули-1, сконструйований під керівництвом Джеффа Вілліса і побудований командою «Lucky Strike BAR Honda» для участі в чемпіонаті світу сезону 2004 року.

## Історія
Болідом керували англієць Дженсон Баттон та японець Такума Сато. Сезон 2004 року став для команди найуспішнішим в історії. Лідер команди Дженсон Баттон десять разів фінішував на подіумі, один раз стартував з поул-позиції. Такума Сато також стабільно заробляв очки, що дозволило команді посісти друге місце в Кубку конструкторів позаду непереможної в тому сезоні «Ferrari».

## Результати виступів у Формулі-1
| Рік  | Шасі    | Двигун           | Шини | №  | Пілоти | Австралія | Малайзія | Бахрейн | Сан-Марино | Іспанія | Монако | Європейський Союз | Канада | США  | Франція | Велика Британія | Німеччина | Угорщина | Бельгія | Італія | КНР | Японія | Бразилія | Очки | КК |
| ---- | ------- | ---------------- | ---- | -- | ------ | --------- | -------- | ------- | ---------- | ------- | ------ | ----------------- | ------ | ---- | ------- | --------------- | --------- | -------- | ------- | ------ | --- | ------ | -------- | ---- | -- |
| 2004 | BAR 006 | Honda RA004E V10 | M    |    |        | 1         | 2        | 3       | 4          | 5       | 6      | 7                 | 8      | 9    | 10      | 11              | 12        | 13       | 14      | 15     | 16  | 17     | 18       | 119  | 2  |
| 2004 | BAR 006 | Honda RA004E V10 | M    | 9  | Баттон | 6         | 3        | 3       | 2          | 8       | 2      | 3                 | 3      | Схід | 5       | 4               | 2         | 5        | Схід    | 3      | 2   | 3      | Схід     | 119  | 2  |
| 2004 | BAR 006 | Honda RA004E V10 | M    | 10 | Сато   | 9         | 15       | 5       | 16         | 5       | Схід   | Схід              | Схід   | 3    | Схід    | 11              | 8         | 6        | Схід    | 4      | 6   | 4      | 6        | 119  | 2  |